# Offrande de Louis Aubert
Cet article possède un paronyme, voir offrande.
Pour l'œuvre de Varèse, voir Offrandes (Varèse).
Offrande est un poème symphonique pour orchestre composé par Louis Aubert en 1947, partition dédiée « à la mémoire des héros et de toutes les victimes de la guerre ».

## Composition
Louis Aubert compose Offrande pour orchestre, en 1947, partition dédiée « à la mémoire des héros et de toutes les victimes de la guerre ». L'œuvre est publiée par les éditions Durand en 1952.

## Présentation
L'œuvre est en un seul mouvement : Lento ( = 46) à 
. La durée d'exécution est d'un peu plus de huit minutes.
L'orchestre comprend 2 flûtes, un hautbois et un cor anglais, 2 clarinettes en Si  et 2 bassons, pour les pupitres des vents. Les cuivres comptent 4 cors en Fa, 3 trompettes en Ut et 3 trombones. La percussion comprend les timbales, cymbales, le tambour militaire et la grosse caisse. Le quintette à cordes classique est composé des premiers violons, seconds violons, altos, violoncelles et contrebasses.

## Analyse
L'œuvre adopte la forme d'une passacaille, initiée par une « sonnerie aux morts » confiées aux trompettes, « à laquelle répond une noble déploration des cors puis des cordes. Le recueillement du cor anglais s'éclaire peu à peu vers un hymne radieux dont les inflexions modales concilient douceur et majesté : la douleur cède graduellement la place à un sentiment de reconnaissance pour ceux qui se sont sacrifiés et qui peuvent maintenant dormir dans la sérénité. La superposition de la fanfare au motif d'hymne fait naître une émotion à la fois profonde et apaisée ».

## Discographie
- Louis Aubert, Offrande, Cinéma, Dryade, Feuille d'images, Le Tombeau de Chateaubriand par l'Orchestre philharmonique de Rhénanie-Palatinat, sous la direction de Leif Segerstam, Naxos Patrimoine 8.550887, Philharmonie hall de Ludwigshafen, les 9 mars et 6-7 décembre 1989 (premier enregistrement mondial).

### Articles
- Vladimir Jankélévitch, Premières et Dernières Pages : Louis Aubert, Paris, Seuil, 1994 (1re éd. 1974), 318 p. (ISBN 2-02-019943-2 et 978-2-02-019943-8), p. 290-298.